# مجزرة عيون قارة
مجزرة عيون قارة لدى الفلسطينيين، من قام بها هو عامي بوبر (بالعبرية: עמי פופר)؛ (من مواليد 2 يونيو 1969) هو إرهابي إسرائيلي، أدين بقتل 7 أشخاص في ريشون لتسيون في 20 مايو 1990، ولأسباب غير معروفة، قتل بوبر وأصاب رجالًا فلسطينيين في محطة للحافلات في ريشون لتسيون، وحُكم عليه بالسجن مدى الحياة، خفف لاحقًا إلى 40 عامًا.

## خلفية تاريخ القاتل
ولد عامي عام 1969 في ريشون لتسيون، إسرائيل، وخدم في الجيش الإسرائيلي حتى سرح من الخدمة بشكل غير مشرف. وبحسب ما ورد، عوقب بوبر بسبب الاستخدام غير المناسب للأسلحة أثناء خدمته العسكرية، حيث حاول الانتحار، مما أدى إلى سجنه.

## أحداث المجزرة
في 20 مايو 1990، سرق بوبر بنطالًا موحدًا للجيش الإسرائيلي، وبندقية جليل هجومية، وخمسة مخازن مليئة بالذخيرة من شقيقه، وهو جندي في الخدمة الفعلية. في حوالي الساعة 6:15 في الساعة الثالثة صباحًا، رصد بوبر مجموعة من العمال العرب الفلسطينيين من قطاع غزة في محطة للحافلات في ريشون لتسيون، كانوا ينتظرون اصطحابهم من وظائفهم العمالية في إسرائيل. للاشتباه في أنهم عرب، طلب الاطلاع على بطاقات هويتهم، وبعد التأكد من أنهم عرب، أمرهم بالاصطفاف في ثلاثة صفوف، على ركبهم. كما تم إيقاف مجموعة من ركاب السيارة المارة التي تحمل لوحات غزة وإجبارهم على الركوع معهم. ثم فتح بوبر النار من بندقية الجليل، مما أسفر عن مقتل 7 فلسطينيين على الفور وإصابة 11/10 آخرين بجروح خطيرة، قبل أن يغادر المكان في سيارته. وتزعم التقارير الفلسطينية أن الشرطة الإسرائيلية، عند وصولها إلى مكان الحادث، شرعت في ضرب الضحايا الناجين. وفي غضون ساعة قبض عليه.
واحتج الفلسطينيون في جميع أنحاء المناطق، مما أدى إلى اشتباكات بين المتظاهرين وقوات الأمن الإسرائيلية. وأثناء قمع الاحتجاجات، قُتل سبعة أشخاص آخرين، من بينهم صبي يبلغ من العمر 14 عاماً. وبعد أسبوع من المواجهات، قُتل 19 فلسطينيًا، وأصيب نحو 700 آخرين. ورفض رئيس الوزراء يتسحاق شامير جرائم القتل باعتبارها عملاً ليس له أي أهمية سياسية لأن بوبر كان "مختلاً"، إلا أن المحكمة وجدت أن بوبر عاقل وصالح للمحاكمة. أخبر بوبر الشرطة في البداية أن هجماته كانت رد فعل على الانتفاضة الأولى، وادعى لاحقًا أنه كان في حالة ذهول لأن صديقته قررت تركه. وذكر أيضاً أنه تعرض للاغتصاب على يد عربي عندما كان عمره 13 عاماً، وأنه ارتكب جرائم القتل هذه بدافع العار والرغبة في الانتقام. بعد يومين أقام الحاخام مئير كاهانا احتفالا بذكراه في ريشون لتسيون.

## الإدانة وما بعدها
تم اتهام بوبر وإدانته بسبعة جرائم قتل في مارس 1991، وحُكم عليه بالسجن سبع فترات مدى الحياة. أثناء وجوده في السجن، أصبح بوبر متدينًا وملتزمًا، وفي يونيو 1993 تزوج من امرأة كندية يهودية من عائلة من نشطاء كاخ. مُنح بوبر وزوجته زيارات زوجية، وأنجبا ثلاثة أطفال. وفي عام 1999، خفضت عقوبته إلى السجن 40 عامًا بموجب عفو رئاسي. تم سجن بوبر في البداية في سجن ماسياهو، وتم وضعه في زنزانة توراني، وهي زنزانة خاصة للنزلاء المتدينين. ويصلي السجناء هناك ثلاث مرات في اليوم، ويقضون معظم اليوم في دراسة التوراة والنصوص المقدسة الأخرى. وفي وقت ما، كان زميله في الزنزانة هو الوزير السابق شلومو بنيزري. بعد إطلاق سراح بنزري، نما نفوذ بوبر في كتلة توراني، وبدأ في مضايقة الرئيس السابق موشيه كاتساف، الذي كان يقضي عقوبة بالسجن لمدة سبع سنوات بتهمة الاغتصاب وجرائم جنسية أخرى، حيث رفض كاتساف طلب بوبر بالعفو عندما كان رئيسًا. بحسب مصلحة السجون الإسرائيلية، أساء بوبر لفظيًا إلى كاتساف وأرسل سجناء آخرين لمضايقته. في أكتوبر 2012، نقل بوبر إلى سجن أيالون شديد الحراسة. وطالب السياسيون اليمينيون والأرثوذكس في إسرائيل بالإفراج عنه مع سجناء إسرائيليين آخرين أدينوا بالقتل أو أعمال عنف أخرى ضد الفلسطينيين، مقابل إطلاق سراح السجناء الفلسطينيين الذين ارتكبوا جرائم قتل أو عنف ضد الإسرائيليين.
في 17 يناير 2007، بينما كان بوبر في إجازة مدتها 48 ساعة من السجن، تعرض لحادث سيارة تسبب فيه بسبب عبوره خطًا متواصلًا، مما أدى إلى اصطدام حركة المرور القادمة. وقتلت زوجته وأحد أبنائه في الحادث. وأصيب بوبر نفسه بجروح متوسطة. أفادت الشرطة أن رخصة قيادة بوبر قد انتهت صلاحيتها في عام 1999، وأنه كان يقود السيارة بشكل غير قانوني دون رخصة. تشير التقارير الأولية إلى أن أطفال بوبر لم يكونوا يرتدون أحزمة الأمان في المقعد الخلفي.
تزوج بوبر في وقت لاحق ثم طلق. في مايو 2013، تزوج من زوجته الثالثة، وهي امرأة تُعرف فقط باسم "M" والتي تصدرت عناوين الأخبار سابقًا بزعم السماح بإساءة معاملة أطفالها. تزوج الزوجان في حفل صغير في القدس، بعد أن حصل بوبر على إجازة من السجن. تلقت عائلة بوبر دعمًا ماليًا من منظمة هونينو الإسرائيلية غير الحكومية، وبشكل غير مباشر من التبرعات الأمريكية المعفاة من الضرائب، بحسب الصحفي أوري بلاو.

## روابط خارجية
- الشرق الأوسط: تخفيض أحكام القتلة الإسرائيليين في 4 فبراير/شباط 1999، بي بي سي